# Mary Anne à Beckett
Pour les articles homonymes, voir Beckett.
Mary Anne à Beckett, née le 29 avril 1815 à Londres et morte le 11 décembre 1863, est une compositrice anglaise, connue surtout pour ses opéras. Elle était l’épouse de l’écrivain Gilbert Abbott à Beckett, qui a fourni les livrets de deux de ses opéras. Leurs enfants comprenaient les écrivains Gilbert Arthur à Beckett (en) et Arthur William à Beckett. Ses relations théâtrales comprenaient son frère, l’acteur et producteur imprésario Augustus Glossop Harris (en), et son fils aîné, également imprésario, Augustus Harris.

## Biographie
Mary Anne à Beckett est née à Londres, fille aînée de Joseph Glossop et de son épouse, Elizabeth, née Feron. Parmi leurs enfants figurent le futur acteur Augustus Glossop Harris, dont le fils aîné était Augustus Harris. Glossop, un homme aux moyens financiers douteux, a été à plusieurs reprises locataire du Royal Coburg Theatre (maintenant appelé Théâtre Old Vic) et administrateur de La Scala, à Milan, et du Teatro San Carlo à Naples. Son épouse, la fille d’un émigré de la Révolution française, a chanté professionnellement sous son nom de jeune fille, Madame Feron.
En janvier 1835 Mary Anne a épousé Gilbert à Beckett, écrivain et magistrat. Ils ont eu deux filles et quatre fils, dont Gilbert Arthur à Beckett et Arthur William à Beckett

## Œuvres
Mary Anne à Beckett a composé des chansons, des pièces pour piano, de la musique légère et trois opéras : Agnes Sorel (1835), Little Red Riding Hood (1842) et The Young Pretender (1846).